# شوکران (برنامه تلویزیونی)
شوکران یک برنامه تلویزیونی گفتگو محور با اندیشمندان و متفکران ایرانی بود که با سردبیری و اجرای پیام فضلی نژاد از شبکه چهار پخش می‌شد.

## میهمانان

### فصل اول
| قسمت | میهمان              | عنوان میهمان                                           | تاریخ پخش    |
| ---- | ------------------- | ------------------------------------------------------ | ------------ |
| ۱    | داوود هرمیداس باوند | رئیس هیئت رهبری و سخنگوی جبهه ملی ایران                | ۱ مرداد ۱۳۹۷ |
| ۲    | شاهین فرهت          | پدر سمفونی ایران                                       | مرداد ۱۳۹۷   |
| ۳    | هوشنگ ماهرویان      | نویسنده، منتقد و جامعه‌شناس                             | مرداد ۱۳۹۷   |
| ۴    | ابوالقاسم علیدوست   | فیلسوف فقه و رئیس انجمن فقه و حقوق اسلامی حوزه علمیه   | تابستان ۱۳۹۷ |
| ۵    | منوچهر آشتیانی      | ز پیشروان حزب توده و جامعه‌شناس نئومارکسیست             |              |
| ۶    | مهدی محقق           | استاد دانشگاه و پژوهشگر ادبی و فلسفی                   |              |
| ۷    | احمد واعظی          | نظریه‌پرداز و عضو شواری عالی انقلاب فرهنگی              |              |
| ۸    | ایران درودی         | نقاش و استاد تاریخ هنر                                 |              |
| ۹    | غلامرضا اعوانی      | فیلسوف و رئیس انجمن حکمت و فلسفه ایران                 |              |
| ۱۰   | مهدی گلشنی          | فیزیکدان و بنیان‌گذار گروه «فلسفه علم» دانشگاه شریف     |              |
| ۱۱   | پرویز خرسند         | نویسنده، روزنامه‌نگار و ویراستار آثار دکتر شریعتی       |              |
| ۱۲   | سید یحیی یثربی      | استاد فلسفه و کلام اسلامی                              |              |
| ۱۳   | عبدالله انوار       | استاد فلسفه، متخصص متون کهن و تاریخ‌دان                 |              |
| ۱۴   | حمید پارسانیا       | نظریه‌پرداز و استاد دانشگاه                             |              |
| ۱۵   | سید حسن امین        | فیلسوف، حقوق‌دان و استاد دانشگاه                        |              |
| ۱۶   | نوش‌آفرین انصاری     | استاد دانشگاه و از پایه‌گذاران کتابداری نوین ایران      |              |
| ۱۷   | نجفقلی حبیبی        | بنیان‌گذار دانشگاه تربیت مدرس و مؤسس دانشگاه علوم قضایی |              |
| ۱۸   | یحیی بونو           | نویسنده، فیلسوف و اسلام‌شناس                            |              |
| ۱۹   | حسین کچویان         | جامعه‌شناس و عضو سابق شورای عالی انقلاب فرهنگی          | ۲۶ آذر ۱۳۹۷  |

### فصل دوم
| قسمت | میهمان           | عنوان میهمان                               | تاریخ پخش    |
| ---- | ---------------- | ------------------------------------------ | ------------ |
| ۲۰   | منصوره اتحادیه   | تاریخ‌نگار، نویسنده و استاد دانشگاه         | ۱۳ آبان ۱۳۹۸ |
| ۲۱   | کریم مجتهدی      | فیلسوف، نویسنده و استاد دانشگاه            | ۲۰ آبان ۱۳۹۸ |
| ۲۲   | لوریس چکناواریان | موسیقی دان و رهبر ارکستر                   | ۱۱ آذر ۱۳۹۸  |
| ۲۴   | باقر ساروخانی    | پدر جامعه‌شناسی ارتباطات در ایران           | ۲۵ آذر ۱۳۹۸  |
| ۲۵   | شیرین هانتر      | عضو شورای روابط خارجی آمریکا               | توقیف شده    |
| ۲۸   | سید حسین نصر     | فیلسوف و استاد دانشگاه جرج واشینگتن آمریکا | توقیف شده    |

سیدحسین نصر، احمد مهدوی دامغانی، شیرین هانتر، منصوره اتحادیه، سیدمحمد مهدی میرباقری، کریم مجتهدی، حاتم قادری، مهدی محسنیان‌راد، باقر ساروخانی، لوریس چکناواریان، ابوالحسن تنهایی

## بازخوردها
- الهام بخش فیلم بدون قرار قبلی: بهروز شعیبی در خرداد ۱۴۰۱ با انتشار پست اینستاگرامی اعلام کرد ویدئو سلام احمد مهدوی دامغانی در ابتدای برنامه شوکران بسیار الهام بخش برای ساخت فیلم بدون قرار قبلی بوده‌است. این تنها مصاحبه احمد مهدوی دامغانی با صدا و سیمای جمهوری اسلامی ایران بود که با حالت گریان و دلتنگی از ایران و خراسان یاد کرد و به علی بن موسی الرضا سلام فرستاد.[۲]

## بازپخش
- تکرار فصل اول شوکران در ایام نوروز ۹۸ هر شب از شبکه چهارم سیما پخش شد.